# Baptiste Reynet
Baptiste Charles Nicolas Reynet (Romans-sur-Isère, Francia, 28 de octubre de 1990) es un futbolista francés  que juega de guardameta y su equipo es la U. D. Ibiza de la Primera Federación.

## Trayectoria
Nacido en Romans-sur-Isère, es guardameta formado en la cantera del Moursoise, Arménienne Valence y FC Martigues, con el que llegó a jugar desde 2008 a 2011.
En mayo de 2011, firmó por el Dijon Football Côte d'Or de la Ligue 1 francesa, en el que juega durante dos temporadas.
En la temporada 2013-14, firma por el FC Lorient por dos temporadas.
En la temporada 2014-15, fue cedido al Dijon Football Côte d'Or.
En julio de 2015, firma en propiedad por el Dijon Football Côte d'Or por tres temporadas.
En la temporada 2018-19, firma por el Toulouse Football Club por cuatro temporadas.
El 24 de junio de 2020, firma por el Nîmes Olympique Football Club de la Ligue 1.
El 30 de junio de 2021, tras el descenso del Nîmes Olympique Football Club a la Ligue 2, Reynet regresó al Dijon Football Côte d'Or, compitiendo en la Ligue 2, firmando un contrato de tres años. El 5 de julio de 2023, tras el descenso del Dijon Football Côte d'Or al Championnat National, el club anunció que el contrato de Reynet había sido rescindido de mutuo acuerdo.
El 27 de octubre de 2023, firma por la U. D. Ibiza de la Primera Federación, al que llega con la cifra de 210 partidos oficiales en la primera división francesa a los que hay que sumar otros 185 encuentros en la Ligue 2.

## Clubes
| Club                              | País    | Año             | Partidos |
| --------------------------------- | ------- | --------------- | -------- |
| FC Martigues                      | Francia | 2008-2011       | 53       |
| Dijon Football Côte d'Or          | Francia | 2011-2013       | 78       |
| Football Club Lorient             | Francia | 2013-2015       | 6        |
| Dijon Football Côte d'Or (cedido) | Francia | 2014-2015       | 36       |
| Dijon Football Côte d'Or          | Francia | 2015-2018       | 113      |
| Toulouse Football Club            | Francia | 2018-2020       | 54       |
| Nîmes Olympique Football Club     | Francia | 2020-2021       | 38       |
| Dijon Football Côte d'Or          | Francia | 2021-2023       | 71       |
| U. D. Ibiza                       | España  | 2023-actualidad | 3        |